# Машини для металургійного виробництва
Маши́ни для металургі́йного виробни́цтва — галузь науки і техніки, яка займається створенням нових та удосконаленням існуючих металургійних машин, розробкою наукових основ розрахунків, досліджень, конструювання, монтажу та експлуатації спеціальних машин і систем машин, які безпосередньо беруть участь у технологічних процесах металургійного виробництва: підготовки сировини, плавки, розливки, прокатки, волочіння та обробленні продукції, а також для виконання ремонтних робіт.

## Напрямки досліджень
Напрямки досліджень:
- Методи розрахунків технологічних, енергетичних, міцностних параметрів машин, їх елементів та систем машин.
- Методи досліджень і конструювання машин, їх елементів та систем машин.
- Дослідження технологічних навантажень в машинах, механізмах та їх елементах.

методи розрахунків і забезпечення якості та надійності машин при конструюванні, виготовленні, монтажі і під час експлуатації.
- Дослідження закономірностей відмов машин, виявлення їх дефектів і розробка наукових основ підвищення їх безвідмовності.
- Розробка наукових основ і методів технічного обслуговування обладнання.
- Розробка наукових основ і методів технічної діагностики машин.